# Tache foliaire
 (décembre 2024).
Si vous disposez d'ouvrages ou d'articles de référence ou si vous connaissez des sites web de qualité traitant du thème abordé ici, merci de compléter l'article en donnant les références utiles à sa vérifiabilité et en les liant à la section « Notes et références ».

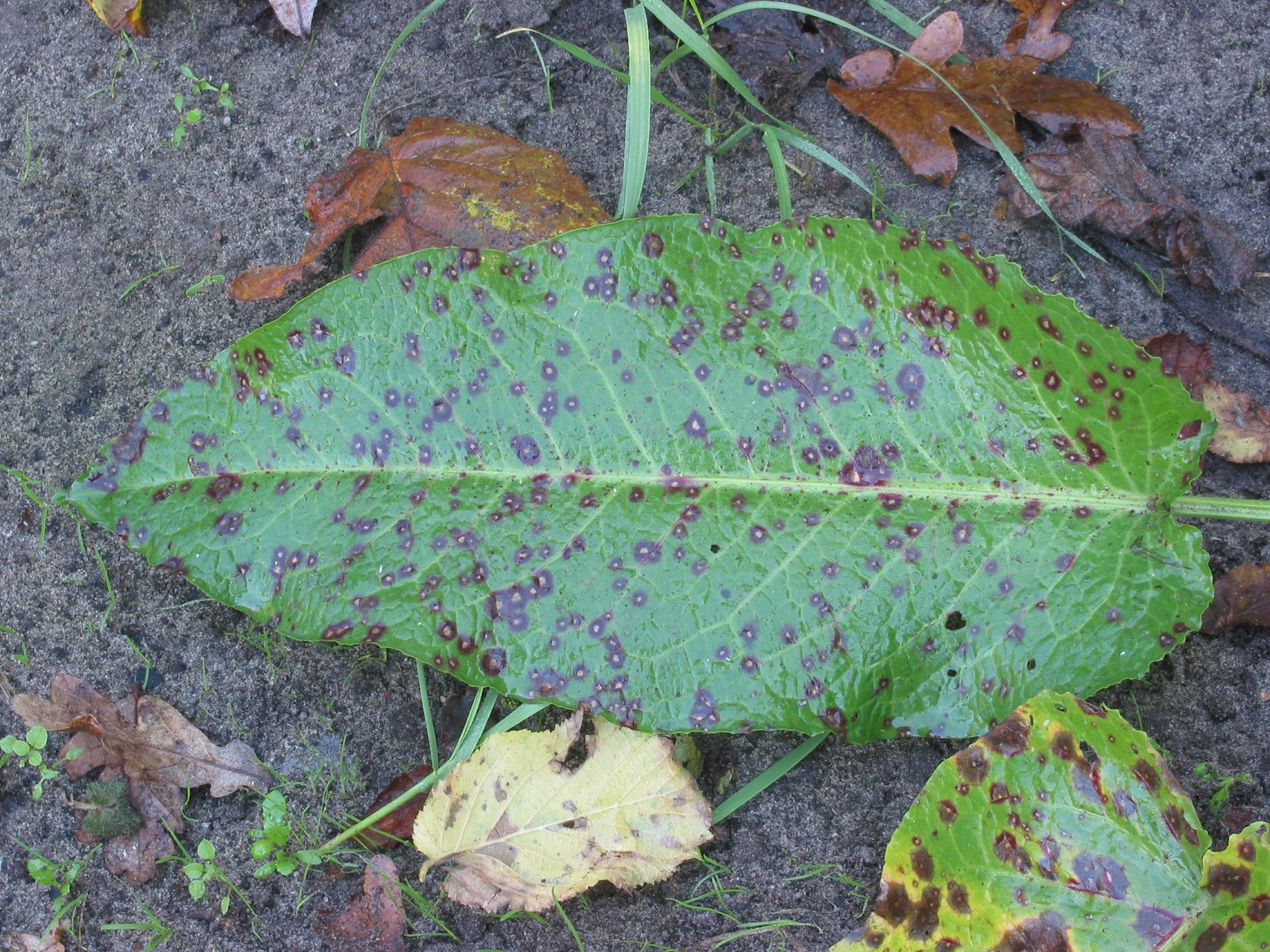
Taches foliaires sur feuille de Rumex obtusifolius (Patience sauvage) causées par Ramularia rubella.

Les taches foliaires sont un des symptômes les plus courants des maladies des plantes. Ce sont des taches rondes qui apparaissent  sur les feuilles de nombreuses espèces de plantes, dont la cause est généralement un agent pathogène du type champignon ou bactérie.
Une tache typique est dite « zonale », ce qui signifie qu'elle présente une limite bien définie, avec souvent une bordure plus foncée. Quand de nombreuses taches sont présentes, elles peuvent s'agrandir et fusionner ou former des stries ou des marbrures. Les taches d'origine fongiques sont généralement rondes ou de forme libre.
Dans la plupart des cas, les taches foliaires sont considérées comme un problème mineur, mais elles peuvent entraîner des pertes économiques dans les pépinières ou en floriculture.